# The Carpenter
The Carpenter е името на първия сингъл на финландската метъл група Nightwish. Песента е от албума „Angels Fall First“. Песента е уникална с това, че е единствената, в която заедно с Таря Турунен пее и Туомас Холопайнен.
Към песента има и заснет видеоклип.

## Песни
1. „The Carpenter“
2. „Red Light In My Eyes, pt. 2“ (от Children of Bodom)
3. „Only Dust Moves“ (от Thy Serpent)

## Видео
Към песента има и заснет видеоклип, на който се вижда Таря е с червена рокля в поле и старец, който работи над някакво летателно средство, вероятно базиран на историята за Икар